# Khandro Tséring Chödrön
Khandro Tséring Chödrön (tibétain : མཁའ་འགྲོ་ཚེ་རིང་ཆོས་སྒྲོན་, Wylie : mkha’ ‘gro tshe ring chos sgron ; 10 janvier 1930 à Tréhor au Kham, Tibet - 30 mai 2011 à Roqueredonde). 

## Biographie
Khandro Tséring Chödrön est la fille de Dechen Tso, fille du roi de Ling, Wangchen Tendzin, et la sœur de Péma Tséring Wangmo, mère de Sogyal Rinpoché. 
Elle s'est mariée au tertön Jamyang Khyentse Chökyi Lodrö en 1948 alors qu'il était en mauvaise santé et dans un état critique. Il est dit qu'elle lui aurait prolongé la vie de onze ans.
Elle est morte à Lérab Ling, en France, alors que Sogyal Rinpoché et Orgyen Tobgyal Rinpoché étaient à son chevet. Selon les bouddhistes, elle montrait « les signes d'accomplissement d'un grand pratiquant du Dzogchen »,. Le 2 septembre 2011, à Lérab Ling, en présence de nombreux maîtres du bouddhisme tibétain, eut lieu la crémation de son corps qui, selon Arne Schelling (un membre de la fondation bouddhiste Khyentse), ne mesurait plus que 60 cm.